# アフガン航空相撲
アフガン航空相撲（アフガンこうくうずもう）は、匿名掲示板「2ちゃんねる」で誕生したネット・ジョークの一つで、「アフガン航空相撲殺される」というニュースの題名を誤読（ぎなた読み）した結果、考え出された架空の格闘技（相撲）である。
アラビア語での表記は“مصارعة الطيرانية الأفغانية”とされている。

## 概要
2002年2月15日に、2ちゃんねるの『ニュース速報板』に立った『アフガン航空相撲殺される』（アフガンこうくうしょう ぼくさつされる）というスレッドが発祥とされている。
元は、「アフガニスタンのアブドゥール・ラフマン航空観光大臣（アフガン航空相）が外遊のため訪れていたカーブル国際空港で、メッカ巡礼のために乗る予定だったフライトが何便も欠航したことに激怒し、暴徒化した巡礼者たちに取り囲まれて殴り殺された（“撲殺”された）」という内容のニュースのタイトルであった。
しかし、
- 日本国政府には「航空（観光）相」という役職が存在せず、聞き慣れない（相当するのは国土交通大臣）
- 日本国内では「相撲」が広く知られたスポーツで、一般的によく目にする文字の並びである

という事情もあり、
- 文化的背景から、日本では「航空相撲殺される」は誤った区切り方で認識されやすい文字列だった
- 「航空 相撲 殺される」と誤って区切ったとしても、(文法的に違和感は受けるものの)日本語の文章として意味が通じうる

ことから、「アフガニスタンには『航空相撲』なる競技が存在する」と理解されてしまい、この記事タイトルを見て「アフガン航空相撲（という競技で/という競技の力士が）殺される」と解釈する人々が現れた。
後に、同スレッド内において「民明書房」の書籍が出典であるとする解説の書き込みも行われ、「『航空力士』と呼ばれるアフガンの戦士たちが大空に高く飛び上がり、華麗な空中戦を繰り広げる無敵の暗殺拳『アフガン航空相撲』」というネタになり、Flash動画やイメージイラストも作成された。